# Carl With
Carl Johannes With, född den 11 december 1877, död den 16 juni 1923, var en dansk zoolog och läkare. 
With avlade 1901 skolämbetsexamen i naturhistoria och geografi och utgav under följande år en rad dugliga arbeten över olika, särskilt tropiska spindeldjur. Då utsikten till att på denna väg skaffa sig en utkomst dock inte syntes honom stor, började han studera medicin, blev 1911 kandidat och var under kommande år anställd vid olika institut. En lång rad små medicinska notiser publicerades under tiden; samtidigt fortsatte han dock att bedriva zoologiska studier och utgav 1915 ett stort verk om småkräftor från Ingolfexpeditionen. Om hans intresse för naturhistorien vittnar likaledes den av honom och Svend Dahl utgivna Vore naturhistoriske Museer og Biblioteker (1918).